# メイキング・オブ・アメリカ
メイキング・オブ・アメリカ（英: Making of America、MoA）は、コーネル大学とミシガン大学が共同で、米国のインフラ整備に関する一次資料のコレクションをデジタル化し、利用可能にするための取り組みである。
コーネル大学のメイキング・オブ・アメリカコレクションは、250以上の単行本と約1000の逐次刊行物の100万ページ近くを所蔵している。ミシガン大学図書館は、約400万ページの電子テキストを含む約13,000冊を所蔵している。

## 経緯
メイキング・オブ・アメリカプロジェクトの初期段階は、1995年にミシガン大学とコーネル大学との組織的な共同研究の発展とともに始まった。プロジェクトの最初の資金は、アンドリュー・W・メロン財団からの助成金という形で提供された。プロジェクトの開始段階では、南北戦争以前の南部期からリコンストラクション期にかけての1850年から1877年までの文献が選ばれた。参加した2つの機関は、それぞれが既に所蔵しているものを基に、この時期の文献の異なる側面に焦点を当てた。ミシガン大学図書館は主に単行本に取り組み、コーネル大学はこの時期の雑誌文献に焦点を当てた。メイキング・オブ・アメリカプロジェクトは、他の主要な研究図書館や電子図書館連盟の参加を得て、さらに拡大する計画が進行中である。

## デジタル変換作業と供用
メイキング・オブ・アメリカプロジェクトに収録される原本の印刷物は、デジタル化するためにスキャンされた。デジタル変換作業は、ウィスコンシン州ラクロスにあるNorthern Micrographic, Inc.が担当した。メイキング・オブ・アメリカのデジタルコレクションは、ミシガン大学が開発したDigital Library Extension System (DLXS)を使用してオンラインで供用されている。

## 利用方法
メイキング・オブ・アメリカコレクションは、ミシガン大学図書館とコーネル大学図書館のウェブサイトから検索することができる。このインターフェイスでは、基本検索、ブール検索、書誌検索、近接検索など、さまざまなタイプの検索とブラウジングが可能である。コーネル大学図書館のサイトでは、メイキング・オブ・アメリカプロジェクト・コレクションからのアイテムの利用には許可は必要ないと明記されているが、クレジットの記載を推奨している。ミシガン大学では収録資料のリプリントを提供しており、コーネル大学では希望に応じて拡張ファイルを提供している。